# Bertil

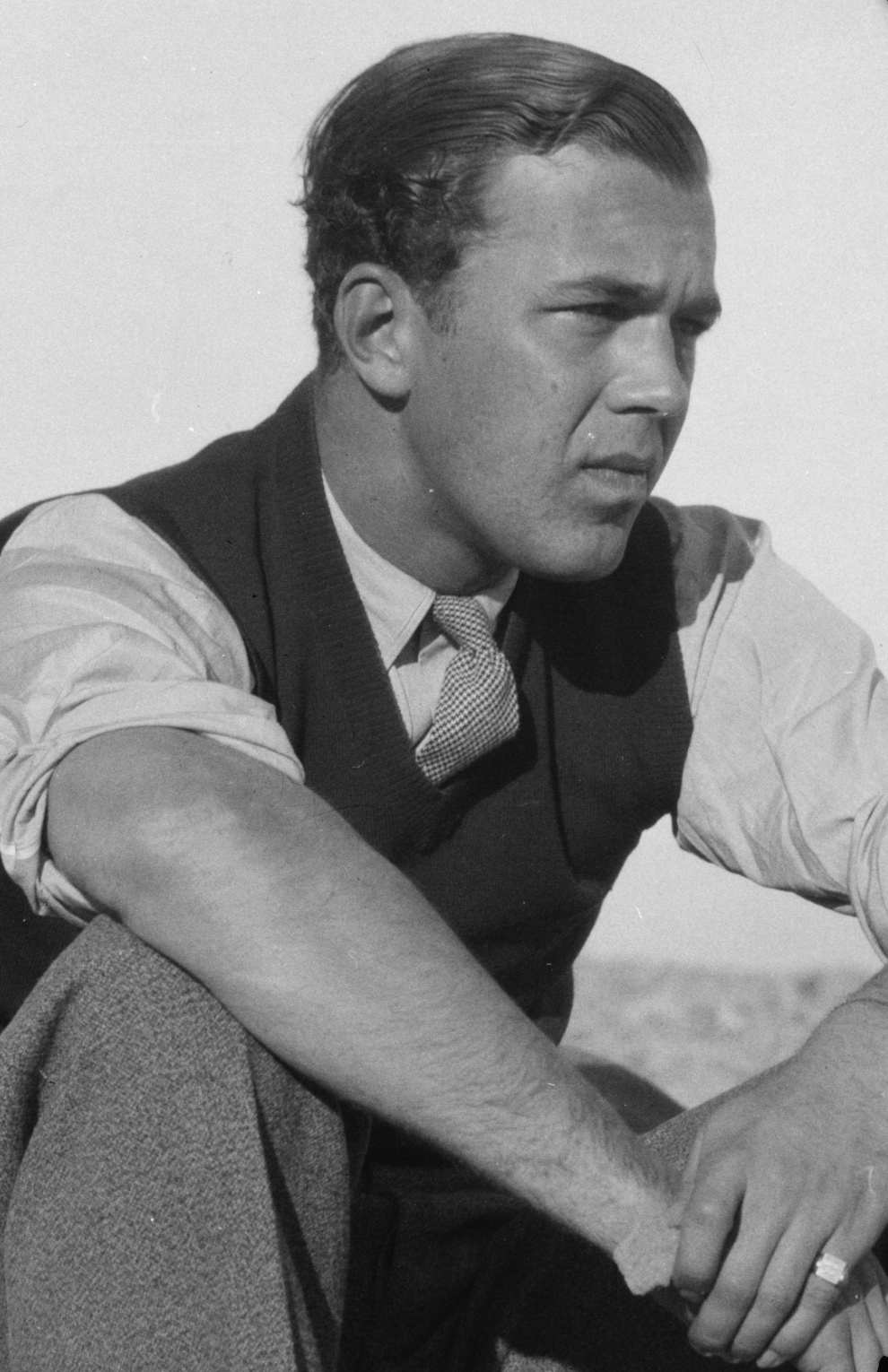
Prins Bertil, 1934.

Bertil är ett förnamn. Det är ett forntyskt namn, ursprungligen Bertilo som är en diminutivform till Bertold och andra namn som börjar på Berth- . Berth- är bildat av ordet bercht som betyder 'ljus, glänsande'. Det äldsta belägget i Sverige är från år 1396, men namnet kom inte att bli populärt förrän på 1800-talet.
Namnet var ett modenamn på 20- och 30-talen, inspirerade av prins Bertil (född 1912), men därefter har namnet använts sparsamt som tilltalsnamn.
Den 31 december 2014 fanns det totalt 63 289 personer i Sverige med namnet, varav en kvinna, och 12 800 med det som tilltalsnamn/förstanamn. År 2003 fick 173 pojkar namnet, varav 1 fick det som tilltalsnamn. 
Namnet togs även som släktnamn av sonsonsönerna till bondeståndets talman Olof Larsson (1739–1802).
Namnsdag i Sverige: 11 juni. I den finlandssvenska namnsdagslängden har Bertil namnsdag 24 augusti sedan 1973. Parallellformen Bertel har samma namnsdag i den finlandssvenska namnsdagskalendern sedan 1929.

## Personer med namnet Bertil/Bertel
- Bertil, svensk prins 1912, son till kung Gustaf VI Adolf
- Bertil Albertsson
- Bertil Almqvist
- Bertil Anderberg
- Bertil Antonsson
- Bertil Berglund
- Bertil Bertilson
- Bertil Bjäre
- Bertil Boëthius
- Bertil Bokstedt
- Bertil Boo
- Bertil Brusewitz, skådespelare
- Bertil Bull Hedlund
- Bertil Edgardh
- Bertil Ehrenmark
- Bertil Engh
- Bertil von Friesen
- Bertel Gripenberg, finlandssvensk skald
- Bertil Guve
- Bertil Gärtner biskop i Göteborg stift 1970–1991
- Bertil Göransson
- Bertil Göransson (roddare)
- Bertil Haase
- Bertil Hallberg
- Bertil Hansson
- Bertil Hult
- Bertil "Bebben" Johansson (fotbollsspelare)
- Bertil Jonsson
- Bertil Kugelberg
- Bertil Kumlien
- Bertil Källevågh
- Bertil Lybeck
- Bertil Löfberg
- Bertil Lövdahl, militär
- Bertil Malmberg, författare
- Bertil Malmberg (fonetiker)
- Bertil Molde
- Bertil Nordahl
- Bertil Norström, skådespelare
- Bertil Nyström (1883–1950), svensk ämbetsman
- Bertil Nyström (1900–1987), svensk skulptör
- Bertil Nyström (född 1935), svensk brottare
- Bertil Ohlin, folkpartistisk politiker, ekonom, statsråd, mottagare av Sveriges Riksbanks pris i ekonomisk vetenskap till Alfred Nobels minne
- Bertil Ohlson (1899–1970), svensk mångkampare
- Bertil Olsson (1912–2002), svensk generaldirektör
- Bertil Olsson (1922–1977), svensk fotbollsspelare
- Bertil Olsson (född 1950), svensk kyrkopolitiker
- Bertil Perrolf, radioman
- Bertil Pettersson (fotograf) (född 1933), fotograf och författare
- Bertil Pettersson (företagare) (1928–2015), försäljare av alternativa hälsoprodukter
- Bertil Pettersson (författare) (född 1932), poet, författare och humorist
- Bertil Rönnmark, sportskytt, OS-guld 1932
- Bertil Sandström, dressyrryttare, OS-silver 1920 och 1924
- Bertil Schedin
- Bertil Schütt
- Bertil Sernros
- Bertil Sjödin
- Bertil Ströberg
- Bertel Thorvaldsen, dansk skulptör
- Bertil Torekull
- Bertil Uggla, officer och idrottsman, OS-brons i modern femkamp 1924
- Bertil Vallien
- Bertil von Wachenfeldt
- Bertil Werkström, ärkebiskop 1983-1993
- Bertil Wistam, friidrottare
- Bertil Zachrisson
- Bertil Östergren, fackföreningsman
- Nils Bertil Karlsson, långdistanslöpare
- Sven-Bertil Taube
- Claes-Bertil Ytterberg, f.d. biskop i Västerås stift